# Joseph Garcia
Pour les articles homonymes, voir García et Garcia.
Joseph Garcia est un dessinateur de bande dessinée français.

## Œuvre

### Albums
- Akim, Aventures et Voyages, collection Mon journal

27. Le Liquide infernal, scénario de Roberto Renzi et Lee Falk, dessins de Joseph Garcia, Sy Barry et Augusto Pedrazza, 1996
56. La Réunion des grands chefs, scénario de Roberto Renzi et Luciano Secchi, dessins de Joseph Garcia, Paolo Piffarerio et Augusto Pedrazza, 1998
115. La Vallée des ombres blanches, scénario de Roberto Renzi, dessins de Joseph Garcia, Juan Escandell et Augusto Pedrazza, 2003
- Capt'ain Swing, Aventures et Voyages, collection Mon Journal

92. Magie noire, scénario d'EsseGesse et Mario Sbattella, dessins d'EsseGesse, Mario Sbattella et Joseph Garcia, 1974
95. Sous le signe du bourreau, scénario de EsseGesse et Reg Parlett, dessins de EsseGesse, Reg Parlett et Joseph Garcia, 1974
99. Les Morts-vivants, scénario d'EsseGesse et Mario Sbattella, dessins d'EsseGesse, Mario Sbattella et Joseph Garcia, 1974
106. La Fosse aux singes, scénario d'EsseGesse et Mario Sbattella, dessins d'EsseGesse, Mario Sbattella et Joseph Garcia, 1975
108. Le Secret de Hibou Lugubre, scénario d'EsseGesse et Reg Parlett, dessins d'EsseGesse, Reg Parlett et Joseph Garcia, 1975
110. Le Héros déshonoré, scénario d'EsseGesse et Mario Sbattella, dessins d'EsseGesse, Mario Sbattella et Joseph Garcia, 1975
120. Le Kanubach, scénario d'EsseGesse et Mario Sbattella, dessins d'EsseGesse, Mario Sbattella et Joseph Garcia, 1976
122. La Loi d'Uriel, scénario d'EsseGesse et Leo Baxendale, dessins d'EsseGesse, Leo Baxendale et Joseph Garcia, 1976
127. Le Diabolique scalpé, scénario d'EsseGesse et Leo Baxendale, dessins d'EsseGesse, Leo Baxendale et Joseph Garcia, 1977
133. Un tour pendable, scénario d'EsseGesse et Mario Sbattella, dessins d'EsseGesse, Mario Sbattella et Joseph Garcia, 1977
138. Amère victoire, scénario de Michel-Paul Giroud et EsseGesse, dessins d'EsseGesse, Michel-Paul Giroud et Joseph Garcia, 1977
146. La Squaw du Capt'ain, scénario de Michel-Paul Giroud et EsseGesse, dessins d'EsseGesse, Michel-Paul Giroud et Joseph Garcia, 1978
150. La Vengeance d'Abel, scénario de Michel-Paul Giroud et EsseGesse, dessins d'EsseGesse, Michel-Paul Giroud et Joseph Garcia, 1978
159. L'Homme en noir, scénario de Michel-Paul Giroud et EsseGesse, dessins d'EsseGesse, Michel-Paul Giroud et Joseph Garcia, 1979
165. Le Baron maudit, scénario de Michel-Paul Giroud et EsseGesse, dessins d'EsseGesse, Michel-Paul Giroud et Joseph Garcia, 1980
171. Les Pirates du lac, scénario d'EsseGesse, dessins d'EsseGesse, Enrique Cerdán Fuentes et Joseph Garcia, 1980
172. Les Messieurs de la bonne chance, scénario de Michel-Paul Giroud et EsseGesse, dessins d'EsseGesse, Michel-Paul Giroud et Joseph Garcia, 1980
177. Le Vengeur, scénario de Michel-Paul Giroud et EsseGesse, dessins d'EsseGesse, Michel-Paul Giroud et Joseph Garcia, 1981
180. La Balle fatale, scénario de EsseGesse et Mario Sbattella, dessins de EsseGesse, Mario Sbattella et Joseph Garcia, 1981
181. Les trente canons de Bancroft, scénario d'EsseGesse, dessins d'EsseGesse et Joseph Garcia, 1981
186. Le Truc à ne pas rater, scénario de EsseGesse et Mario Sbattella, dessins de EsseGesse, Mario Sbattella et Joseph Garcia, 1981
190. La Garnison disparue, scénario de EsseGesse et Mario Sbattella, dessins de EsseGesse, Mario Sbattella et Joseph Garcia, 1982
192. Les Canons de Nez Tailladé, scénario de EsseGesse et Mario Sbattella, dessins de EsseGesse, Mario Sbattella et Joseph Garcia, 1982
203. La Tragédie de la Numok River, scénario de Michel-Paul Giroud et EsseGesse, dessins d'EsseGesse, Michel-Paul Giroud et Joseph Garcia, 1983
211. Valsez, pépites !, scénario de EsseGesse et Mario Sbattella, dessins de EsseGesse, Mario Sbattella et Joseph Garcia, 1984
216. Le Traître, scénario de EsseGesse et Mario Sbattella, dessins de EsseGesse, Mario Sbattella et Joseph Garcia, 1984
219. Fistounet, scénario de EsseGesse et Mario Sbattella, dessins de EsseGesse, Mario Sbattella et Joseph Garcia, 1984
222. Qui a tué Ulysses ?, scénario de EsseGesse et Mario Sbattella, dessins de EsseGesse, Mario Sbattella et Joseph Garcia, 1984
228. Le grand amour d'Évangéline, scénario de EsseGesse et Mario Sbattella, dessins de EsseGesse, Mario Sbattella et Joseph Garcia, 1985
- Ivanhoé, Aventures et Voyages, collection Mon journal

10. La dernière forteresse, scénario de Jean Ollivier et Roger Lécureux, dessins de Joseph Garcia et Otellio Scarpelli, 1960
14. Contre le Capitaine, scénario de Jean Ollivier, Roger Lécureux et Pierre Castex, dessins de Joseph Garcia, Otellio Scarpelli et Lina Buffolente, 1961
15. La Couronne de feu, scénario de Jean Ollivier, Roger Lécureux et Pierre Castex, dessins de Joseph Garcia, Otellio Scarpelli et Lina Buffolente, 1961
52. Les Rebelles du roi, scénario de Jean Ollivier et Roger Lécureux, dessins de Joseph Garcia, Otellio Scarpelli et André Captier, 1964
53. Le Trésor d'Ely, scénario de Jean Ollivier, Roger Lécureux et Pierre Castex, dessins de Joseph Garcia, Otellio Scarpelli et Lina Buffolente, 1964
66. Le Chêne du Miracle, scénario de Jean Ollivier, Roger Lécureux et Pierre Castex, dessins de Joseph Garcia, Otellio Scarpelli et Lina Buffolente, 1965
91. La Pierre des aigles, scénario de Jean Ollivier et Roger Lécureux, dessins de Joseph Garcia, Otellio Scarpelli et André Captier, 1967
101. L'Héritière des Baux, scénario de Jean Ollivier, Gardner Fox et Roger Lécureux, dessins de Joseph Garcia, Otellio Scarpelli et Tom Cooke, 1968
126. Le Banni, scénario de Jean Ollivier et Roger Lécureux, dessins de Joseph Garcia et Otellio Scarpelli, 1970
138. Le Meurtre de Reading, scénario de Jean Ollivier et Víctor Mora, dessins de Joseph Garcia et Ambros, 1971
145. L'Honneur des chevaliers, scénario de Jean Ollivier, Víctor Mora et Roger Lécureux, dessins de Joseph Garcia, Otellio Scarpelli et Ambros, 1972
149. Les Tueurs de la nuit…, scénario de Jean Ollivier, Víctor Mora et Roger Lécureux, dessins de Joseph Garcia, Otellio Scarpelli et Ambros, 1972
167. La Forteresse, scénario de Jean Ollivier, Leo Baxendale, Víctor Mora et Roger Lécureux, dessins de Joseph Garcia, Otellio Scarpelli, Leo Baxendale et Ambros, 1975
190. Un Manteau cousu de diamants, scénario de Roger Lécureux, dessins de Joseph Garcia, 1981
191. La Croisade des simples, scénario de Jean Ollivier et Roger Lécureux, dessins de Joseph Garcia et Otellio Scarpelli, 1981
195. Pour la Croix de Lorraine, scénario de Jean Ollivier et Roger Lécureux, dessins de Joseph Garcia et Otellio Scarpelli, 1982
196. Les Chevaliers de fer, scénario de Jean Ollivier et Roger Lécureux, dessins de Joseph Garcia et Otellio Scarpelli, 1982
197. L’Éxécuteur, scénario de Jean Ollivier et Roger Lécureux, dessins de Joseph Garcia et Otellio Scarpelli, 1983
200. Alerte sur la Manche, scénario de Jean Ollivier, Giancarlo Ottani et Roger Lécureux, dessins de Joseph Garcia, Renzo Savi et Otellio Scarpelli, 1983
201. La Révolte des Corniques, scénario de Jean Ollivier, Giancarlo Ottani et Roger Lécureux, dessins de Joseph Garcia, Renzo Savi et Otellio Scarpelli, 1984